# Fokföldi cinege
A fokföldi cinege (Parus afer) a verébalakúak (Passeriformes) rendjébe, ezen belül a cinegefélék (Paridae) családjába tartozó kis termetű, 14-15 centiméter hosszú madárfaj. Lesotho, a Dél-afrikai Köztársaság és Namíbia trópusi és szubtrópusi bozótosaiban él. Rovarevő, elsősorban hernyókkal, darazsakkal, hangyákkal, pókokkal, bogarakkal táplálkozik, de gyümölcsöket is fogyaszt. Faodúkban vagy merdek partok, sziklafalak üregeiben fészkel, augusztus és március között költ. A nőstény 2-5 tojást rak le, melyekből a fiókák 12 nap múlva kelnek ki. A párt egy-két fiatal egyed is segíti a fiókák felnevelésében. A főleg hernyókkal táplált fiókák 20 nap után hagyják el a fészket.

## Alfajai
Két alfaja ismert: a P. a. afer (Gmelin, 1789), mely elterjedési területe Namíbia és a Dél-afrikai Köztársaság nyugati területei, valamint a P. a. arens (Clancey, 1963), mely Lesothoban és a Dél-afrikai Köztársaság déli területein él.

## Külső hivatkozások
- Parus afer Archiválva 2017. április 21-i dátummal a Wayback Machine-ben
- Parus afer
- Parus afer